# Elsie Wisdom

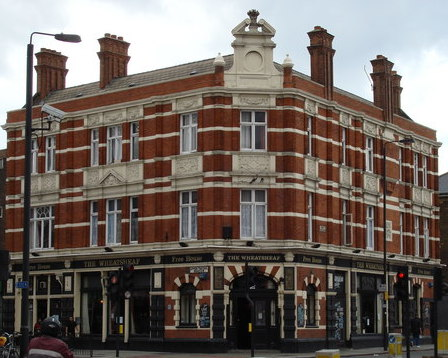
Upper Tooting Road 2, von ihrem ersten Mann als Baumeister errichtet; wenige Meter weiter, im Haus mit der Nummer 23 kam Elsie Gleed im März 1904 zur Welt

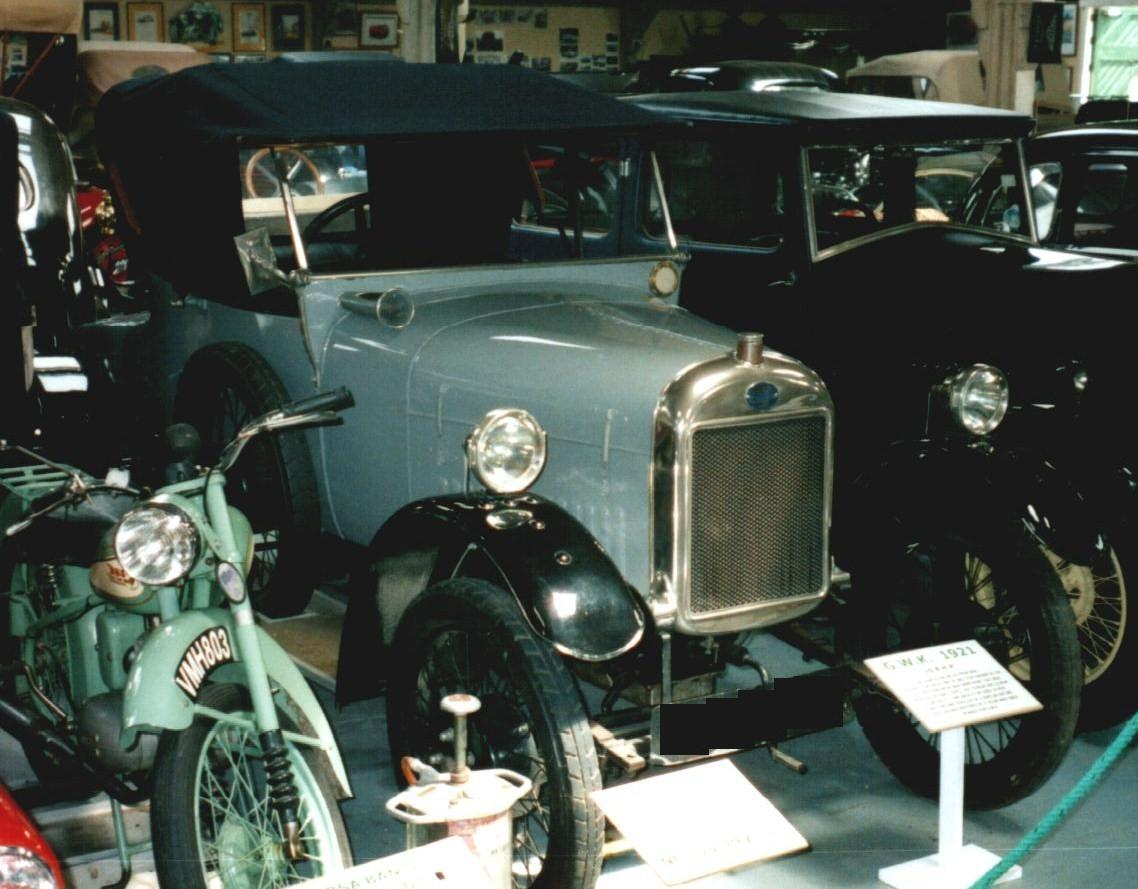
G.W.K. 1921; Elsie Wisdom erstes Automobil

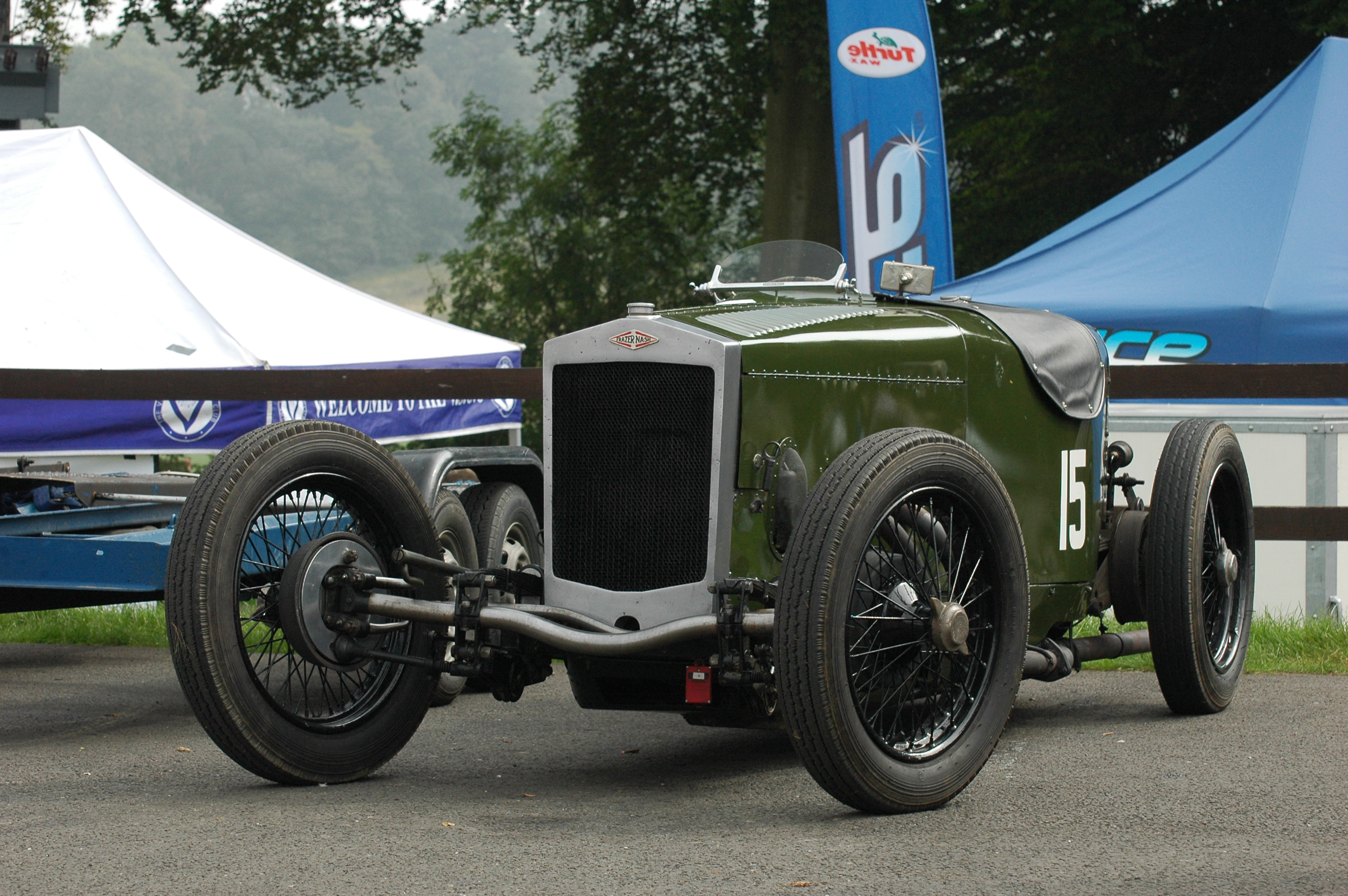
Frazer Nash Boulogne; Einsatzwagen von Don Aldington und Elsie Wisdom beim 2 × 12-Stunden-Rennen von Brooklands 1931

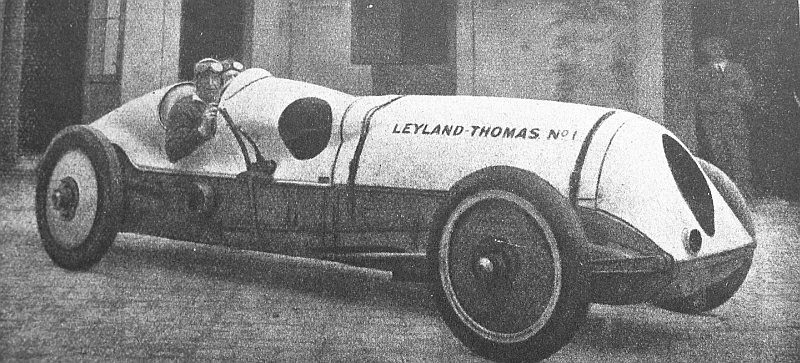
Mit dem Leyland Eight von Parry Thomas fuhr Elsie Wisdom 1932 in Brooklands Rekordfahrten

Elsie Mary „Bill“ Wisdom (* 2. März 1904 in London; † 13. April 1972) war eine britische Autorennfahrerin.

## Herkunft und Privatleben
Elsie Wisdom kam als Elsie Gleed und drittes von sieben Kindern des Uhrmachers und Ladenbesitzers Benjamin Gleed (1869–1950) und seiner Frau Emma Amelia, geborene Avenell (1871–1937) in der Upper Tooting Road im Londoner Stadtteil Wandsworth zur Welt. Sie hatte sechs Brüder und kam durch sie bereits in frühester Jugend mit dem damals noch neuen Phänomen Automobil in Berührung. So oft es ging, fuhr sie auf dem Rücksitz der Motorräder ihrer Brüder mit. Als sie das 16. Lebensjahr erreicht hatte, begann sie selbst Motorrad zu fahren. Als einziges Mädchen neben sechs Jungen wählte sie ihren Spitznamen selbst und wollte schon in jungen Jahren als „Bill“ angesprochen werden.
Am 2. Januar 1925 heiratete sie den Baumeister und Witwer Charles Thomas Swain, der in Wandsworth Häuser errichtete. Ihren zweiten Mann, Tommy Wisdom, lernte sie unter dramatischen Umständen kennen. Ein kleines Dingi, mit dem der 1906 geborene Wisdom, sein Bruder und ein Freund, vor der Küste Südenglands segelten, kenterte. Während der Freund ertrank, konnten sich die beiden Wisdoms ans Ufer retten. Sie wurden von Anwohnern in das Sommerhaus der Swains gebracht. Elsie lernte so den sich auf der Wohnzimmercouch erholenden Wisdom kennen. Die folgende Affäre führte zur Scheidung von Charles Swain 1929 und zur Heirat mit Wisdom 1930.
1934 kam ihr einziges Kind, eine Tochter, zur Welt. Ann Wisdom (1934–2015) war viele Jahre die Rallye-Beifahrerin von Pat Moss, der Schwester von Stirling Moss. Sie ehelichte 1962 den Rallyefahrer Peter Riley (1930–2016), mit dem sie zwei Kinder hatte.
Nach ihren Rennkarrieren lebten Elsie und Tommy Wisdom in der englischen Grafschaft Sussex. Beide starben 1972. Elsie am 13. April und Tommy am 12. November.

## Karriere als Rennfahrerin
Mit dem Erreichen des 18. Lebensjahres erwarb Elsie 1922 ihr erstes Automobil. Der kleine G.W.K. ersetzte das Motorrad, mit dem sie seit ihrem 16. Lebensjahr fuhr. Zum Motorsport kam sie durch ihren zweiten Ehemann Tommy Wisdom, der selbst zu Beginn der 1930er-Jahre begann Amateurrennen zu fahren. Er meldete seine Ehefrau eine Woche nach der Hochzeit zu einem Handicap-Rennen für Frauen in Brooklands an. Einsatzwagen war der familieneigene Frazer Nash. Tommy verkaufte seiner Frau die Meldung als verspätetes Hochzeitsgeschenk. Gerüchte aus der Zeit besagten, dass Elsie wenig erfreut über die Eigenmächtigkeit ihres Mannes war und ihn mit einer mehrtägigen Sprachlosigkeit bestrafte. Das Rennen gewann sie überlegen. Es folgten Erfolge bei Bergrennen und parallel zu ihrem Ehemann der Beginn der internationalen Rennkarriere 1931.
Ihr Erfolg beim Handicap-Rennen 1930 hatte sie bekannt gemacht, sodass eine weitere Meldung in Brooklands für die britische Fachpresse keine Überraschung mehr war. Obwohl sie keine Erfahrung bei Langstreckenrennen hatte, fuhr sie gemeinsam mit Don Aldington mit dessen Frazer Nash Boulogne das 2×12-Stunden-Rennen von Brooklands. Das Rennen wurde über zwei Tage ausgetragen und war kein klassisches 24-Stunden-Rennen. An den beiden aufeinanderfolgenden Tagen betrug die Renndauer jeweils 12 Stunden. In der Nacht durfte in Brooklands in den 1930er-Jahren nicht gefahren werden, um den teilweise vermögenden Bewohnern von Weybridge nicht die Nachtruhe zu nehmen. Obwohl sie das Rennen nach einem Motorschaden am Frazer Nash nicht beenden konnte, steigerte der Einsatz ihre Bekanntheit.
Ihre enorme Popularität verdankte sie einem weiteren Einsatz in Brooklands. 1932 bestritt sie das 1000-Meilen-Rennen von Brooklands gemeinsam mit der Australierin Joan Richmond auf einem Riley 9. Wieder wurde das Rennen an zwei aufeinanderfolgenden Tagen gefahren und nach einer Fahrzeit von 12:23,530 Stunden siegte das Damenduo mit klarem Vorsprung vor Owen Saunders-Davies im Talbot AV105. Nach diesem Erfolg schrieben britische Journalisten euphorisch von den Speedqueens. Im Herbst 1932 nahm sie an der Brooklands-Speedweek teil. Die Wisdoms borgten sich dafür den alten Leyland Eight von J. G. Parry-Thomas. Die Durchschnittsgeschwindigkeit bei ihrer schnellsten Runde mit dem schweren Wagen betrug 121,47 mph (195,740 km/h). 
1933 bestritt sie ihr erstes 24-Stunden-Rennen von Le Mans. Sie war Partnerin von Mortimer Morris-Goodall und fuhr einen Aston Martin 1½ Le Mans, der nach einem Lagerschaden ausfiel. 1935 erlebten die Zuschauer in Le Mans zum ersten Mal die „Bill- und Tommy-Show“, den Start eines Ehepaars in zwei verschiedenen Teams. Während Elsie mit der Kanadierin Kay Petre einen Werks-Riley Nine MPH Six Racing fuhr, ging Ehemann Tommy mit James Donald Barnes auf einem Werks- Singer 9 Le Mans ins Rennen. Es wurden Wetten abgeschlossen, wer von den beiden sich am Ende besser klassieren würde. Der Wettstreit endete unentschieden, da beide Teams nicht ins Ziel kamen. Auch 1938 gab es in diesem Wettstreit keinen Gewinner. 1937 war das Ehepaar bei der Mille Miglia erstmals gemeinsam an den Start gegangen, konnte das Rennen über 1000 Meilen durch Italien aber nicht beenden.
Der Zweite Weltkrieg unterbrach die Rennaktivitäten, die das Ehepaar nach dem Krieg wieder aufnahm. Elsie fuhr Rallyes, ging bei der Rallye Monte Carlo 1948 an den Start und war 1951 Beifahrerin ihres Mannes bei der Alpenfahrt. Ein schwerer Unfall beendete ihre Karriere. Es wäre jetzt genug und man müsse das Schicksal nicht weiter herausfordern, erklärte sie in einem Interview. Tommy setzte seine Karriere fort; sein letztes Rennen als aktiver Pilot war die Mille Miglia 1957.

## Statistik

### Le-Mans-Ergebnisse
| Jahr | Team                        | Fahrzeug                  | Teamkollege             | Platzierung | Ausfallgrund     |
| ---- | --------------------------- | ------------------------- | ----------------------- | ----------- | ---------------- |
| 1933 | Aston Martin Ltd.           | Aston Martin 1½ Le Mans   | Mortimer Morris-Goodall | Ausfall     | Lagerschaden     |
| 1935 | Riley Motor Company         | Riley Nine MPH Six Racing | Kay Petre               | Ausfall     | Motorschaden     |
| 1938 | Miss Dorothy Stanley-Turner | MG PB Midget              | Arthur Dobson           | Ausfall     | Kupplungsschaden |